# Lasioglossum fulgens
Lasioglossum fulgens là một loài Hymenoptera trong họ Halictidae. Loài này được Nurse mô tả khoa học năm 1902.